# Ukyō Katayama
Ukyō Katayama (jap. 片山 右京, Katayama Ukyō; * 29. Mai 1963 in Tokio) ist ein ehemaliger japanischer Formel-1-Fahrer sowie Manager des 2001 gegründeten Motor- und seit 2012 Radsportteams Team Ukyo.

## Karriere
Katayama debütierte 1992 beim Venturi-Larrousse-Rennstall, bevor er 1993 für vier Saisons zu Tyrrell wechselte, wo er bis Ende 1996 blieb. Seine Formel-1-Karriere beendete Katayama 1997 bei Minardi-Hart, wo er bereits zur Saison-Mitte seinen Rücktritt bekannt gab, um so einem drohenden Karriereende wegen mangelnden Interesses an seiner Person zuvorzukommen.
Als Höhepunkt von Katayamas Fahrerkarriere galt die Saison 1994: Zwar konnte er hier lediglich 5 WM-Punkte erzielen, beeindruckte jedoch durch beständige Leistungen in den Qualifikationen und lag in anderen Rennen auf aussichtsreichen Positionen, ehe er durch Defekte oder zumeist unverschuldete Unfälle ausschied. Die australische Formel-1-Webseite f1rejects.com, die sich mit den Biografien „gescheiterter“ Fahrer und Teams beschäftigt, resümierte in einem Artikel über Katayama in diesem Jahr, er habe gute Chancen gehabt, 25 Fahrerpunkte und damit den 5. Platz der Fahrer-WM zu erreichen. Der britische TV-Kommentator Murray Walker nannte Katayama am Ende der Saison gar den besten Fahrer, den die Formel 1 je hervorgebracht habe.
Im Folgejahr konnte Katayama allerdings nicht an diese Leistungen anknüpfen, sowohl aus technischen als auch aus gesundheitlichen Gründen: Ende 1994 war bei ihm ein Tumor im Rücken diagnostiziert worden, der zwar gutartig war, jedoch starke Schmerzen verursachte. Schließlich hatte Katayama beim Großen Preis von Portugal in Estoril einen schweren Unfall in einem Tyrrell und musste das darauffolgende Rennen absagen.
Ukyō Katayama pflegte noch dazu einen untypischen Fahrstil. Er lenkte während der Kurvendurchfahrt mehrfach neu ein, so dass er quasi mehrere Kurven in einer zu bewältigen hatte. Dieser unorthodoxe Fahrstil sorgte in Fahrerkreisen oftmals für ungläubiges Gelächter, da sich die restlichen Superlizenz-Inhaber nicht vorstellen konnten, dass man mit einem solchen Fahrstil schnelle Rundenzeiten fahren kann.
Katayama fiel durch seine extreme Halsmuskulatur auf, wodurch er stets sonderangefertigte T-Shirts tragen musste.
Ein Ziel des Japaners war es immer, einen einzigen Grand Prix zu gewinnen. Da er dieses Ziel nie erreichen konnte, setzte er sich im Anschluss an seine Karriere ein neues, nämlich die Besteigung des Mount Everest, und zwar ohne Sauerstoffgeräte.
Er nahm an der Speedcar-Series-Saison 2007/08 teil.
Im Dezember 2009 geriet Katayama bei einer Besteigung des Fuji in einen heftigen Schneesturm. Auf einer Höhe von 2200 Metern wurde er von einem Rettungshubschrauber gerettet, während seine zwei Mitstreiter nur noch tot geborgen werden konnten.

## Statistik

### Formel 1

#### Gesamtübersicht
- Zielankunft (beste): 5.
- Zielankunft (schlechteste): 18.
- Startposition (beste): 5.
- Startposition (schlechteste): 26.

| Saison | Team      | Chassis                  | Motor                | Rennen | Siege | Zweiter | Dritter | Poles | schn. Runden | Punkte | WM-Pos. |
| ------ | --------- | ------------------------ | -------------------- | ------ | ----- | ------- | ------- | ----- | ------------ | ------ | ------- |
| 1992   | Larrousse | Venturi LC92             | Lamborghini 3.5 V12  | 14     | –     | –       | –       | –     | –            | –      | 25.     |
| 1993   | Tyrrell   | Tyrrell 020C Tyrrell 021 | Yamaha OX10A 3.5 V10 | 16     | –     | –       | –       | –     | –            | –      | 28.     |
| 1994   | Tyrrell   | Tyrrell 022              | Yamaha 3.5 V10       | 16     | –     | –       | –       | –     | –            | 5      | 17.     |
| 1995   | Tyrrell   | Tyrrell 023              | Yamaha 3.0 V10       | 16     | –     | –       | –       | –     | –            | –      | 20.     |
| 1996   | Tyrrell   | Tyrrell 024              | Yamaha 3.0 V10       | 16     | –     | –       | –       | –     | –            | –      | 17.     |
| 1997   | Minardi   | Minardi M197             | Hart 3.0 V8          | 17     | –     | –       | –       | –     | –            | –      | 20.     |
| Gesamt | Gesamt    | Gesamt                   | Gesamt               | 95     | –     | –       | –       | –     | –            | 5      |         |

### Le-Mans-Ergebnisse
| Jahr | Team                | Fahrzeug      | Teamkollege      | Teamkollege      | Platzierung            | Ausfallgrund |
| ---- | ------------------- | ------------- | ---------------- | ---------------- | ---------------------- | ------------ |
| 1988 | Courage Compétition | Cougar C22    | François Migault | Paul Belmondo    | Ausfall                | Unfall       |
| 1992 | Toyota Team Tom’s   | Toyota TS010  | Geoff Lees       | David Brabham    | Ausfall                | Motorschaden |
| 1998 | Toyota Motorsport   | Toyota GT-One | Toshio Suzuki    | Keiichi Tsuchiya | Rang 9                 |              |
| 1999 | Toyota Motorsports  | Toyota GT-One | Toshio Suzuki    | Keiichi Tsuchiya | Rang 2 und Klassensieg |              |
| 2002 | Pescarolo Sport     | Courage C60   | Stéphane Ortelli | Éric Hélary      | Ausfall                | Motorschaden |
| 2003 | Kondō Racing        | Dome S101     | Masahiko Kondō   | Ryō Fukuda       | Rang 13                |              |

### Einzelergebnisse in der Sportwagen-Weltmeisterschaft
| Saison | Team                | Rennwagen    | 1   | 2   | 3   | 4   | 5   | 6   | 7   | 8   | 9   | 10  | 11  |
| ------ | ------------------- | ------------ | --- | --- | --- | --- | --- | --- | --- | --- | --- | --- | --- |
| 1988   | Courage Compétition | Cougar C22   | JER | JAR | MON | SIL | LEM | BRÜ | BRH | NÜR | SPA | FUJ | SAN |
| 1988   | Courage Compétition | Cougar C22   |     | DNF |     |     |     |     |     |     |     |     |     |
| 1992   | Team Tom‘s          | Toyota TS010 | MON | SIL | LEM | DON | SUZ | MAG |     |     |     |     |     |
| 1992   | Team Tom‘s          | Toyota TS010 | DNF |     |     |     |     |     |     |     |     |     |     |